# Ubuntu GNOME
Ubuntu GNOME (tidigare Ubuntu GNOME Remix) var en Linuxdistribution baserad på operativsystemet Ubuntu med skrivbordsmiljön GNOME installerad som standard.
Den första stabila versionen, 12.10 ("Quantal Quetzal"), släpptes den 18 oktober 2012. Från och med version 13.04 ("Raring Ringtail") var operativsystemet erkänt som en officiell variant av Ubuntu av Canonical Ltd. Version 17.04, släppt 13 april 2017, blev operativsystemets sista innan projektet lades efter att standardversionen av Ubuntu återgått till att inkludera GNOME som standard, varför en separat version inte längre ansågs nödvändig.